# Březí, Břeclav
Březí là một làng thuộc huyện Břeclav, vùng Jihomoravský, Cộng hòa Séc.